# Transit mall

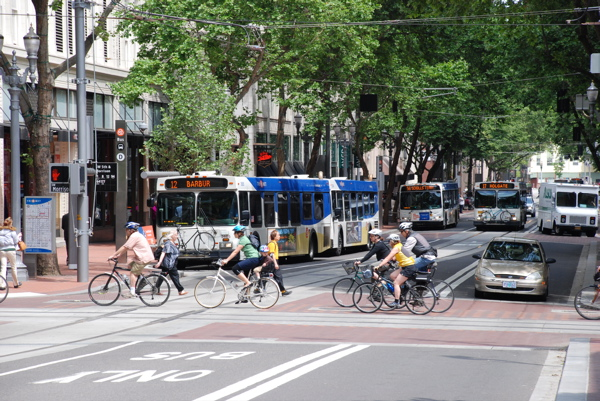
Transit mall Portlandban (Oregon állam)

A transit mall egy út vagy egy útszakasz egy városban, amely mentén tilos vagy szigorúan korlátozott az autóforgalom, és csak tömegközlekedési járművek, kerékpárok és gyalogosok közlekedhetnek.

## Európai példák
- Göteborg, Svédország
- Princes Street Edinburghban, Skóciában
- Queen Street Oxfordban, Angliában

## Kapcsolódó szócikk
- Sétálóutca